# Paul Héroult
Pour les articles homonymes, voir Héroult.
Paul Héroult, né le 10 avril 1863 à  Thury-Harcourt (Calvados) et mort le 9 mai 1914 à Antibes (Alpes-Maritimes), est un physicien français. Il est l'inventeur de l'électrolyse de l'aluminium et du four à arc électrique pour l'acier.

## Biographie

### Enfance
Paul Héroult est né au faubourg Saint-Bénin de Thury-Harcourt dans le département français du Calvados. Son père (Patrice) et son grand-père étaient tanneurs. Sa mère, Élise Lepetit Desaunay, était la fille du maître du relais de poste d'Harcourt.
À l'âge de sept ans, pour éviter la guerre de 1870, ses parents l'envoyèrent chez une parente en Angleterre. Il y apprit l'anglais, langue qui lui sera extrêmement utile dans sa vie professionnelle. À son retour, il est placé au pensionnat à Caen. Le responsable de l'établissement avait une conception « à la dure » de l'éducation des élèves. Il en garde un dégoût de l'enseignement classique. Son père prend la direction d'une tannerie dans la région parisienne. Paul part en pension dans la ville de Gentilly.
Paul Héroult lut le traité d'Henri Sainte-Claire Deville sur l'aluminium (De l'aluminium, ses propriétés, sa fabrication et ses applications, 1859) à l'âge de 15 ans. À cette époque, l'aluminium était aussi cher que l'argent. Il était utilisé, par exemple, pour des objets de luxe, des bijoux, etc. Héroult voulait le rendre moins cher. Ce qu'il réussit à faire en découvrant le procédé de l'électrolyse de l'aluminium en 1886. Une étrange coïncidence fit que la même année, aux États-Unis, Charles Martin Hall inventait le même procédé.

### Études
Paul Héroult obtient son baccalauréat ès sciences à l'âge de 17 ans. Il est admis en octobre 1881 en classe préparatoire au Lycée Jean-Baptiste-Say. En juillet 1882, il est admis à l'École des mines de Paris (classé douzième sur vingt-six). Il a comme professeur de chimie générale Henry Le Chatelier. À l'examen d'octobre, Paul Héroult n'est que dix-septième sur vingt. Seuls les dix premiers sont reçus. Il échoue. Il prétend que son éviction est la conséquence d'un chahut et notamment d'une éponge lancée en direction du directeur des études.
Il s'engage comme volontaire au 20e régiment d'artillerie à Poitiers. Il est libéré en 1884.

### Invention de l'électrolyse de l'aluminium
Son père meurt en 1885. Les affaires de la tannerie familiale sont mauvaises. Plutôt que de s'attaquer directement aux problèmes de la tannerie, Paul Héroult se lance dans une recherche pour la production d'aluminium. En juillet 1885, il réunit une équipe dont certains membres ont été élèves à l'École des mines avec lui : Louis Merle, Jules Faucher, Lucien Jan-Kerguistel, de Dianous de la Perrotine, Longuet. Louis Merle est le fils de Henry Merle qui créa l'usine de production chimique d'aluminium de Salindres dans le Gard.
À l'issue d'un échec causé par une température trop importante, il a l'idée d'ajouter de la cryolithe pour abaisser la température. Puis il entreprend d'ajouter une petite quantité d'oxyde métallique.
Après divers déboires, échecs et avec le soutien financier de sa mère, il dépose son brevet le 23 avril 1886. Le brevet, portant le numéro 175711, s'intitule Procédé électrolytique pour la production de l'aluminium.
Il exprime sa demande de la manière suivante : « Le procédé que je désire breveter pour la préparation de l'aluminium consiste à décomposer de l'alumine, en dissolution dans un bain de cryolithe en fusion, par le courant électrique aboutissant au bain. L'oxygène se rend à l'anode et brûle avec elle. L'électrode positive, c’est-à-dire l'anode, est à remplacer après combustion, mais cette combustion empêche la polarisation et assure, par cela même, la constance dans l'énergie et dans l'action du courant électrique. Le bain sert indéfiniment s'il est alimenté d'alumine. »
La même année, le 22 février, Charles Martin Hall fait la même découverte. Il déposera son brevet le 9 juillet 1886. Il rencontre Alfred Rangod, alias Pechiney, qui dirige la Compagnie des produits chimiques d'Alais et de la Camargue pour trouver un partenaire. La rencontre est un échec. Il échoue également à trouver des capitaux auprès de la banque Rothschild, à la suite d'une expertise défavorable d'Adolphe Minet.

### En Suisse
Finalement, Paul Héroult trouve des partenaires en Suisse, Peter Emil Huber-Werdmüller, de la société Oerlikon et Gustave Naville, de la société Escher Wyss. Ils fondent la  Schweizerische Metallurgische Gesellschaft ou Société métallurgique suisse à Neuhausen am Rheinfall. Paul Héroult en est le directeur technique.
En août 1888, il se marie avec son amie d'enfance Berthe Belliot.
Le 12 novembre 1888, la  Schweizerische Metallurgische Gesellschaft fusionne avec la société allemande Allgemeine Elektricitäts-Gesellschaft (AEG). Elles constituent la société Aluminium Industrie Aktiengesellschaft in Neuhausen (AIAG), destinée à commercialiser le procédé Héroult. Cette société deviendra par la suite Alusuisse SA.
En 1888, il échoue à démontrer aux États-Unis l'antériorité de son brevet.

### Retour en France
En 1888, est créée en France la Société électrométallurgique française (SEMF) dans laquelle Paul Héroult est impliqué bien qu'il ne possède pas d'action. Il recevra des redevances (65 000 F plus 1 F par kilogramme d'aluminium). La société installe une usine à Froges (département de l'Isère, France), l'Usine de la chute de Froges.
Les débuts sont difficiles, mais de nombreuses améliorations comme le piquetage permettent d'obtenir les productions prévues.
Le prix de revient de l'aluminium baisse : 15,60 F (1er semestre 1890), 11,69 F (2e semestre 1890), 10,95 F (1891).
En 1892, Héroult crée avec Gustave Munerel une nouvelle usine d'électrolyse à la Praz dans la vallée de la Maurienne dans les Alpes françaises (Savoie). Le site est choisi à cause des cours d'eau qui permettent de produire de l'électricité.
En 1895, la SEMF rachète la Société française de l'alumine pure qui tente d'exploiter le procédé Bayer pour produire de l'alumine. Héroult part à l'usine de Gardanne (département des Bouches-du-Rhône, France) pour aider au démarrage. Il rencontrera Karl Josef Bayer à Gardanne qui se montre incapable d'obtenir une production suffisante. Les relations entre les deux hommes sont difficiles. Il fait de nombreuses modifications et améliore sensiblement la production.
Il commence à s'intéresser à la production de l'acier.

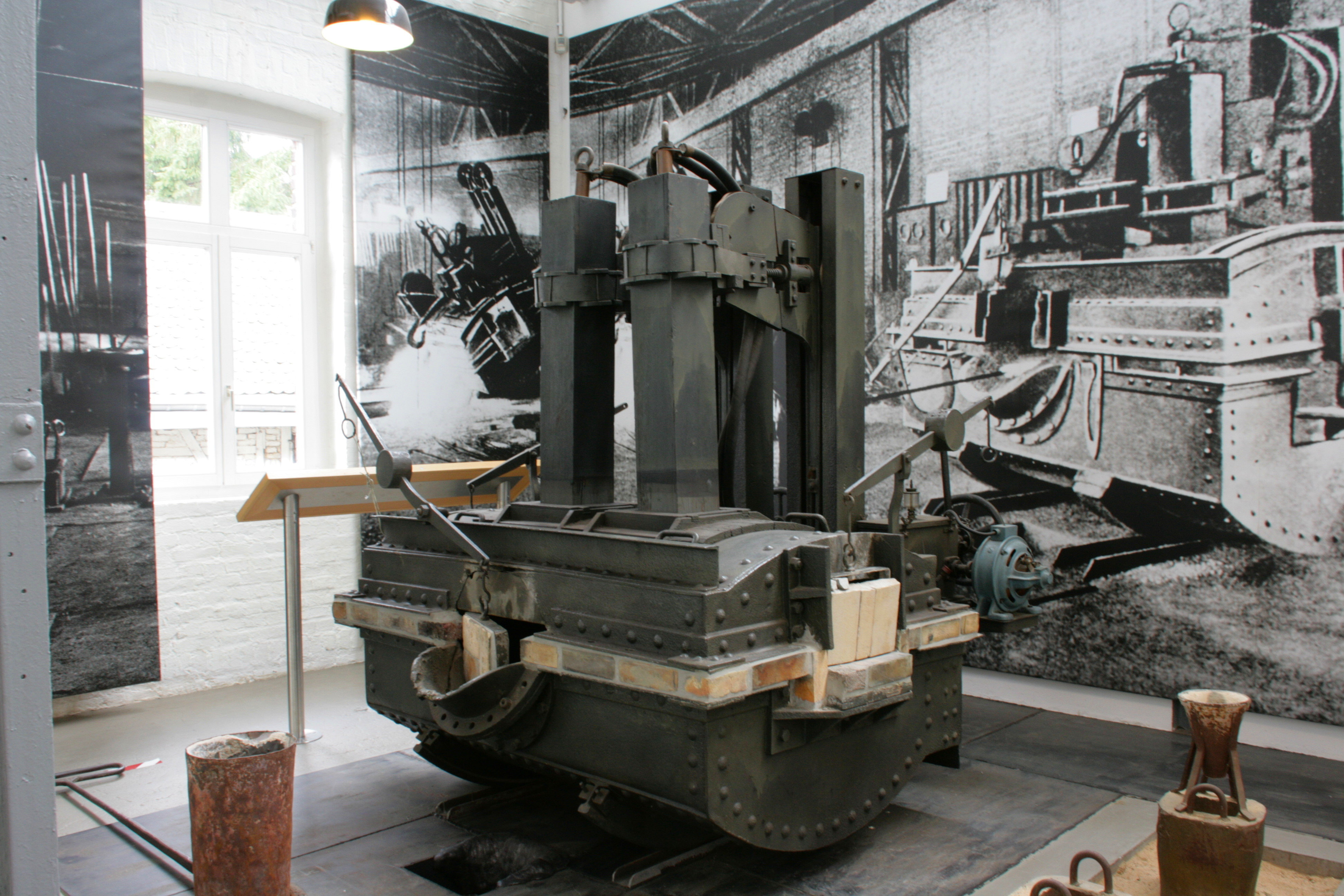
Four à arc électrique Héroult (1905).

Sa seconde invention la plus importante est le four à arc électrique pour l'acier en 1900. Le four comporte deux électrodes et deux trous de coulée superposés. Il a l'idée de faire jaillir deux étincelles en monophasé et trois étincelles en triphasé entre les électrodes et le bain. Par effet Joule, la température du bain s'élève. Le four Héroult ne peut remplacer les hauts-fourneaux. C'est en revanche un excellent outil pour l'affinage de la fonte en acier. Le four Héroult remplace progressivement tous les autres fours d'affinage, pour devenir l'unique type de four utilisé pour cette opération.
En 1905, Paul Héroult est appelé aux États-Unis pour être nommé ingénieur de plusieurs compagnies, dont notamment la U.S. Steel (contrat provisoire en octobre 1908 et définitif le 28 avril 1911). Cette dernière est le plus gros groupe producteur d'acier à cette époque.

## Vie privée
Veuf, il est père de deux enfants : Paul (4 ans au décès de sa mère) et Henriette (2 ans). En 1898, il se marie avec Mlle Châteaux, qui lui donnera deux autres filles, Anne-Marie et Élisabeth.

### Retour à l'aluminium: la création de Badinville
À la demande d'Adrien Badin, président de l'Aluminium français, Paul Héroult retourne aux États-Unis pour créer la première usine de la Southern Aluminum Company. Cette société vient d'être créée par Adrien Badin afin de prendre pied en Amérique du Nord. Le site choisi se situe en Caroline du Nord, à côté d'une chute d'eau sur la rivière Yadkin. Une ville nommée Badinville est créée.
Le site est une brousse infestée de moustiques et de serpents. Paul Héroult ne supporte pas le climat. Il travaille avec son fils Paul Héroult junior âgé de 21 ans. Fin 1912, sur l'insistance de son fils, Paul Héroult, malade, rentre en France. En 1913, il devient ingénieur-conseil. Il achète un yacht de 35 m, le Samva. Il voyage sur la Méditerranée.

### Mort
En 1914 au printemps, Paul Héroult est atteint de la fièvre typhoïde qui se complique par des troubles hépatiques. Paul Héroult meurt le 9 mai 1914 à l'âge de 51 ans.
La curieuse communauté de destin qui le lie à Hall se poursuit, après qu'ils furent nés la même année, qu'ils eurent fait la même découverte pratiquement en même temps, Hall meurt également la même année. On retrouve d'autres cas similaires comme lorsqu'ils ont lu, à l'âge de 15 ans, un fameux livre d'Henri Sainte-Claire Deville sur l'aluminium. Toutes ces similitudes leur valent d'être désignés souvent comme les « jumeaux de l'aluminium ».

## Divers

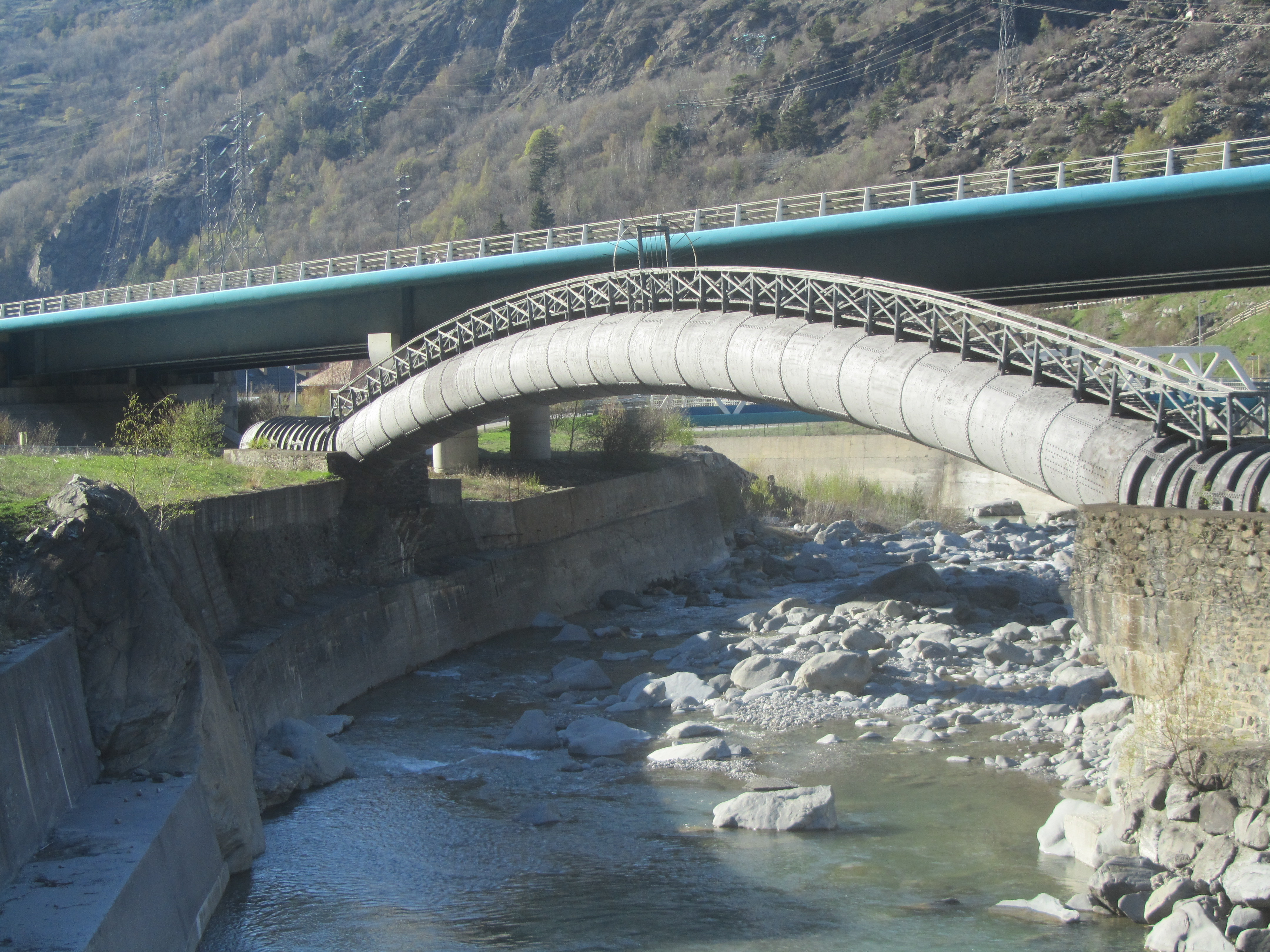
La conduite forcée de Paul Héroult.

Paul Héroult est connu pour d'autres inventions, parmi lesquelles la conduite auto-portée (inventée en 1896 à l'usine de la Praz et située entre Modane et Saint-Michel-de-Maurienne) toujours utilisée pour transporter l'eau du haut des montagnes, au-dessus des rivières jusqu'aux usines hydrauliques, évitant ainsi la construction onéreuse de ponts.
Il a travaillé sur des projets d'hydroglisseurs (1904). Il dépose également un brevet expérimental à Chicago sur les prémices du statoréacteur. Il s'agissait d'une roue de bicyclette portant des tuyères sur sa jante.
Datée du 19 mai 2001, la page de Wikipédia en français consacrée à Paul Héroult est considérée comme étant l'article français le plus ancien du site.
Pour Christian Bickert, « Paul Héroult n'avait rien des attributs d'un écolier classique. Il était sensible, turbulent, quelquefois difficile et insolent ; il ne correspondait pas à l'image des hommes de science sages et disciplinés. Il aimait les jeux, la compagnie des femmes, les voyages sur terre et en mer ; il avait un esprit libre et impulsif. Aucune comparaison avec le scientifique austère s'obstinant sur des mystères. Ses découvertes n'étaient pas le résultat de longues nuits sans sommeil passées dans un laboratoire ou de démonstrations scientifiques compliquées. Héroult aimait la vie et n'aurait jamais supporté de telles restrictions. Au contraire, ses inventions apparaissaient soudainement, d'un éclair de génie, souvent pendant une partie mouvementée de billard, son passe-temps favori ».

## Liste des brevets français déposés par Paul Héroult
- 175711 du 23 avril 1886 : délivré à Héroult. – Procédé électrolytique pour la préparation de l'aluminium. (Certificat d'addition du 15 avril 1887 au brevet 175711).
- 47165 (brevet allemand), délivré le 8 décembre 1887 à la Schweizerisch Mettalurgische Gesellschaft. – Appareillage pour l'obtention en continu d'alliage d'aluminium ou d'alliage analogue par voie électrolytique.
- 187447, du 23 avril 1888, délivré à Jules Dreyfus. – Appareil continu pour la fabrication électrolytique de l'aluminium, d'autres métaux et de leurs alliages.
- 197643 du 20 avril 1889, délivré à la SEMF. – Procédé pour maintenir à l'état ouvert un bain liquéfiable au feu et soumis à l'électrolyse ainsi que pour répartir les fondants à ajouter, et non encore fondus, aux masses déjà fondues du bain électrolytique et appareils employés à cet effet.
- 281373 du 13 septembre 1898, délivré à Héroult. – Procédé pour la préparation des sulfures alcalins.
- 284525 du 30 décembre 1898, délivré à Héroult. – Procédé pour la fabrication du ferro-chrome riche.
- 298656 du 27 mars 1900 : délivré à la SEMF. – Perfectionnement des fours électriques en vue d'obtenir des métaux doux et autres matières qu'il faut soustraire au carbone des électrodes.
- 301804 du 2 juillet 1900, délivré à la SEMF. – Fabrication d'un ferro-chrome doux.
- 305317 du 12 novembre 1900, délivré à la SEMF. – Procédé et appareil pour la fabrication des fers, fontes et aciers.
- 305373 du 13 novembre 1900, délivré à la SEMF. – Procédé et appareil pour l'utilisation de la chaleur perdue dans les opérations métallurgiques, en général, et dans la fabrication de la fonte en particulier.
- 307739, du 1er avril 1901, délivré à la SEMF. – Four oscillant électrique système Héroult.
- 318638, du 12 février 1902, délivré à la SEMF. – Four électrique à électrodes coulantes.
- 32682, de l'année 1902, délivré à la SEMF. – Procédé pour désoxyder et carburer l'acier liquide.
- 328350, du 7 février 1903, délivré à la SEMF. – Procédé de fabrication de l'acier par voie électro-métallurgique ; première addition no 2040.
- 336376, du 30 octobre 1903, délivré à l'SEMF. – Procédé électrique pour l'extraction du nickel de la garniérite et autres minerais.
- 336705, de 1903, délivré à la SEMF. – Procédé de désoxydation et désulfuration de l'acier.
- 344196, du 21 juin 1904, délivré à Héroult. – Procédé et appareil pour naviguer sans flotter.
- 344611, de 1904, délivré à la SEMF. – Procédé et appareil pour la production électrique de la fonte, principalement en vue de la fabrication de l'acier.
- 344115, de 1904, délivré à la SEMF. – Procédé pour l'obtention de lingots sains par contraction de l'acier liquide.
- certificat d'addition no 3815, du 26 août 1904 au brevet 328350. – Procédé de fabrication de l'acier par voie électro-métallurgique.
- 356714, du 5 août 1905, délivré à la SEMF. – Procédé de fabrication du fer fondu décarburé.
- 360072, du 11 février 1905, délivré à la SEMF. – Mélangeur électrique d'acier.
- 364736, du 29 mars 1906, délivré à la SEMF. – Four destiné à la calcination à haute température de l'alumine et applicable, d'une manière générale, à la calcination des corps pulvérulents légers (première addition n°6555, du 3 août 1906).
- 384352, du 5 novembre 1907, délivré à la SEMF. – Procédé de soudure de l'aluminium.
- 400910, du 27 juin 1908, délivré à la SEMF. – Procédé pour l'obtention du nickel pur (certificat d'addition no 11552 du 6 janvier 1909).
- 449160, du 8 octobre 1912, délivré à la SEMF. – Perfectionnements dans la fabrication de la fonte de haute qualité.
- 464863, du 12 novembre 1913, délivré à la SEMF. – Système de montage pour la mise en place des électrodes sur les fours électriques.

## Hommages

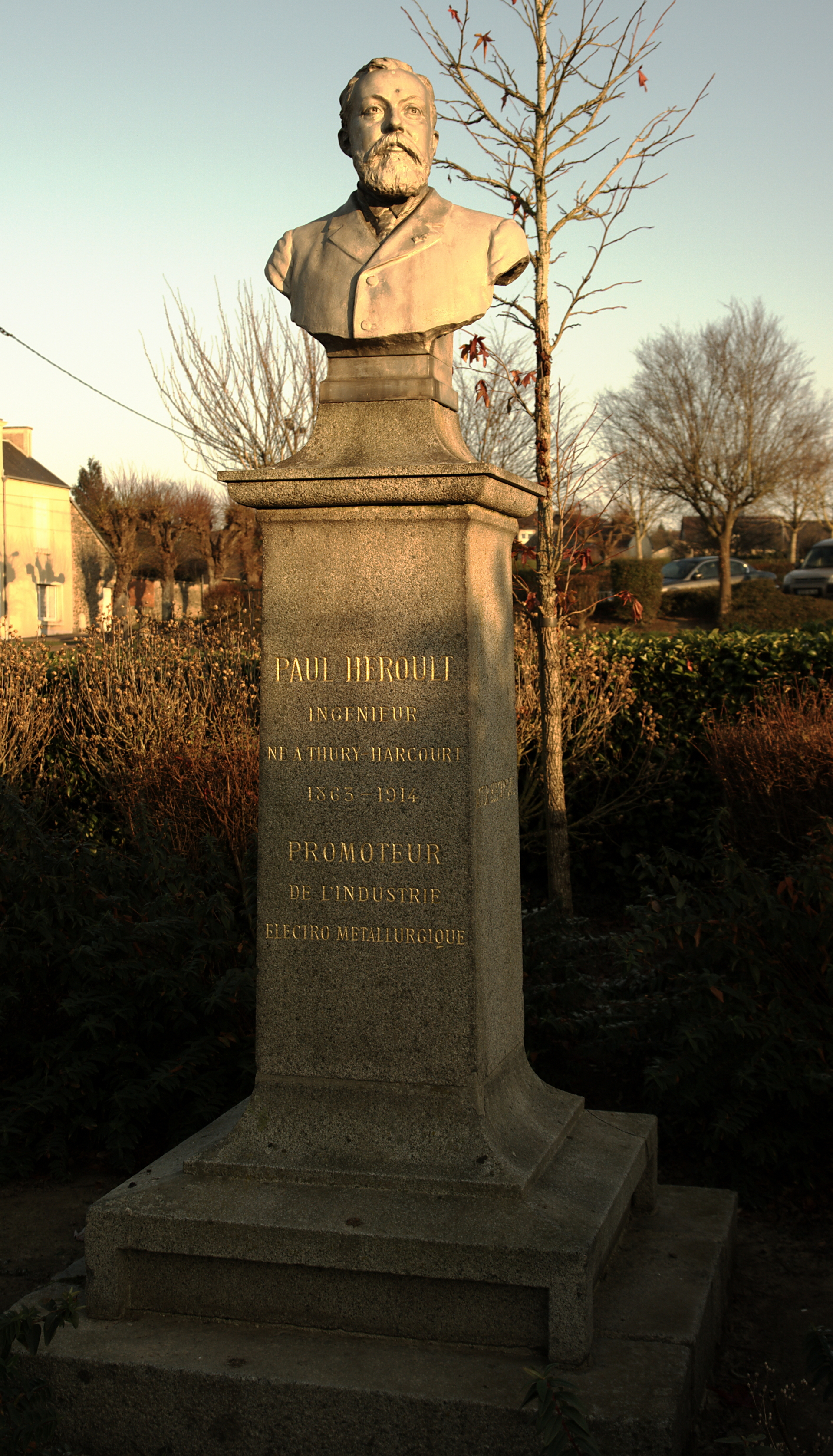
Buste de Paul Héroult à Thury-Harcourt.

En 1903, il reçoit le titre de docteur honoris causa de l'université d'Aix-la-Chapelle. En 1904, il est fait chevalier de la Légion d'honneur.
- Une allée à Caen, dans le quartier Saint-Jean Eudes, porte son nom, depuis le début des années 1990[9].
- Un lycée polyvalent à Saint-Jean-de-Maurienne porte son nom[10].
- Une avenue dens le 15e arrondissement de Marseille porte son nom, elle se situe sur un ancien site de production d'alumine.
- Une rue à Saint-Michel-de-Maurienne porte son nom.
- Une rue à Rueil-Malmaison porte son nom.
- Une rue à Saint-Jean-le-Blanc porte son nom.
- Une rue à Échirolles porte son nom.
- Une rue à Brest porte son nom.
- Une rue à Nanterre porte son nom.
- Une rue à Villard-Bonnot porte son nom.
- Une rue à Béziers porte son nom.
- Une rue à Thury-Harcourt porte son nom, dans cette rue se trouvent l'école Maternelle ainsi que l'école Primaire[11] qui portent aussi son nom.
- Un piédestal portant un buste à son effigie se trouve à Thury-Harcourt. Sous le régime de Vichy, il est démonté et fondu, dans le cadre de la mobilisation des métaux non ferreux. Un buste de remplacement en pierre est installé sur le piédestal.
- L'Administration postale française a émis un timbre à son effigie en 1986[12].